# 上總久保站

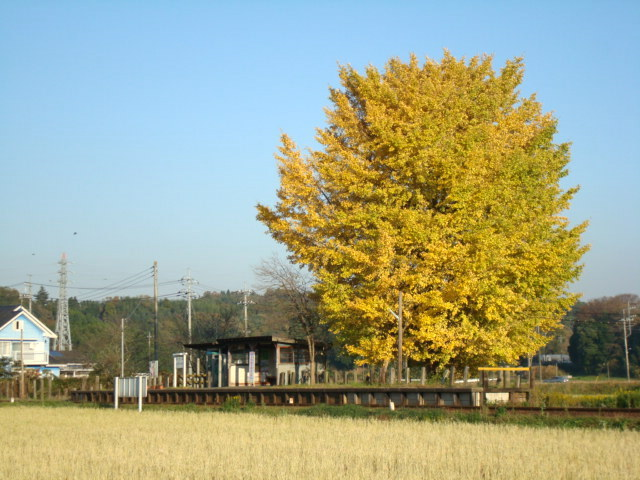
車站的大銀杏樹（2008年11月）

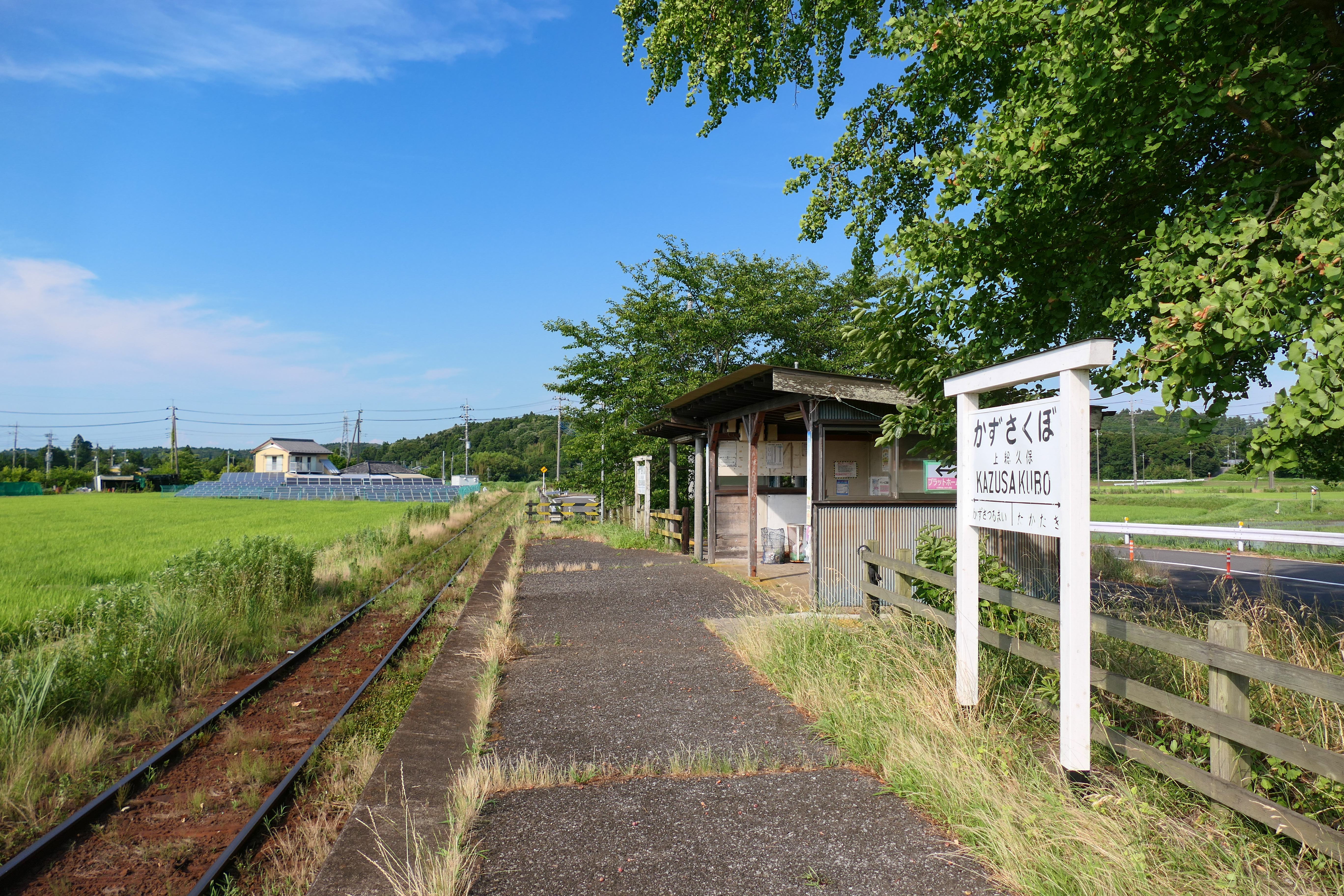
月台（2022年7月）

上總久保站（日语：／ Kazusa-Kubo eki */?）是位於千葉縣市原市久保，小湊鐵道的小湊鐵道線車站。

## 車站構造
現時採用簡易車站模式，沒有站房，只設有一座以鐵皮及鐵架所組合而成的有蓋候車亭一座，亭內只設有一張木製候車長櫈而已，除此以外，並沒有其他任何配罝。右側則設有一座洗手間及投幣式電話亭。
候車亭左側種有一棵樹齡超過七十年的銀杏，是當地著名的攝影場景。每年黃葉時期均會於晚間加開映射。

### 「上總久保站酒店」
為配合「房總里山藝術節 市原Art×Mix2020＋」，本站於藝術節展期期間，限定在候車亭後方臨時加了一座由木所搭成、外牆塗以黑色的藝術裝置「上總久保站酒店」。項目由同時於東京及德國柏林定居的藝術家西野達所設計，西野達曾經在日本及世界不同的地方，以「旅館客房」的概念設了多個臨時性的藝術空間。為興建此藝術裝置，先把候車亭的大部份背板及相連的候車木櫈拆去，並在後方搭建了一座比候車亭稍闊的木房間，室內放置了一張雙人床、單座位沙發、茶几、吊燈及座地燈；牆身則舖上了牆紙；而原來的候車亭背板則改用了落地玻璃幕牆及裝上大門；同時，原來的簡易式洗手間亦納入於展區內，並且改裝為採用抽水式馬桶及花洒淋浴間，房外也加裝了熱水器及電力裝置；而在候車亭旁的一個開放式有蓋空間，四邊亦臨時加裝了木板圍封，改成為售票口暨儲物空間；最後、在售票口旁的月台上也加設了「上總久保站酒店」燈箱。因應原來的洗手間被借用，主辦方在後方加設了一座臨時洗手間。
「上總久保站酒店」在展覧期間，遊客可以以免費方式、透過玻璃幕牆觀看室內情況，或採取收取入場費300日圓的方式入內參觀。另外亦可以透過特別導賞時段或企劃、以及每逢星期六黃昏以抽選方式安排一組參觀者可以進行夜景室內觀賞。至於展期的非開放時段，玻璃幕牆及大門則會拉上布窗簾。
「上總久保站酒店」早於2020年3月時初時便建好，不過因為遇上了2019年冠狀病毒爆發，藝術節最終延期至2021年11月才重新舉行，期間相關的玻璃幕牆及大門均用木板圍封，並在2021年3月至5月期間作過短暫開放（同樣也收取300日圓參觀費）。隨展期於2022年2月結束後，「上總久保站酒店」及售票口亦很快被拆去。候車亭的缺口亦重新以木板及鐵皮圍封，並重置了候車木櫈。至於洗手間，在未建成「上總久保站酒店」前，原為簡易式男式企廁（開放式）及一個設有門的乾式蹲廁，展期時加裝了門，展期後則連大門均獲得保留。

### 月台
只設有1面1線的單式月台，長度約為40米，有效長度為2輛。當列車編成超過2輛時，車掌會以手動方式只讓停靠月台上的車門打開。列車靠站時，往上總中野方向為左側上落；往五井方向為右側上落。
| 路線        | 方向 | 目的地                       |
| ----------- | ---- | ---------------------------- |
| ■小湊鐵道線 | 上行 | 上總牛久、五井方向           |
| ■小湊鐵道線 | 下行 | 里見、養老溪谷、上總中野方向 |

## 歷史
- 1933年4月10日：車站啟用。
- 1956年：改為無人車站。

## 使用狀況
車站周邊皆為農地，分散的民居集落環繞車站四周，因此使用人數相對較少。以下為乘車人次變化列表：
| 乘車人次變化 | 乘車人次變化     | 乘車人次變化 |
| 年度         | 1日平均 乘車人次 | 參考資料     |
| ------------ | ---------------- | ------------ |
| 1986         | 99               | [ 統計 1 ]   |
|              |                  |              |
| 2007         | 10               | [ 統計 2 ]   |
| 2008         | 10               | [ 統計 3 ]   |
| 2009         | 9                | [ 統計 4 ]   |
| 2010         | 7                | [ 統計 5 ]   |
| 2011         | 8                | [ 統計 6 ]   |
| 2012         | 7                | [ 統計 7 ]   |
| 2013         | 18               | [ 統計 8 ]   |
| 2014         | 15               | [ 統計 9 ]   |
| 2015         | 14               | [ 統計 10 ]  |
| 2016         | 12               | [ 統計 11 ]  |
| 2017         | 10               | [ 統計 12 ]  |
| 2018         | 12               | [ 統計 13 ]  |
| 2019         | 14               | [ 統計 14 ]  |
| 2020         | 12               | [ 統計 15 ]  |
| 2021         | 11               | [ 統計 16 ]  |
| 2022         | 10               | [ 統計 17 ]  |

## 相鄰車站
小湊鐵道
■小湊鐵道線
■房總里山Torocco、□觀光急行
通過
■普通
上總鶴舞－上總久保－高瀧
＊上總久保至高瀧之間的路軌使用了PC枕木。

#### 統計資料
1. ↑  千葉縣統計年鑑（昭和63年） （页面存档备份，存于）（日語）
2. ↑  千葉縣統計年鑑（平成20年） （页面存档备份，存于）（日語）
3. ↑  千葉縣統計年鑑（平成21年） （页面存档备份，存于）（日語）
4. ↑  千葉縣統計年鑑（平成22年） （页面存档备份，存于）（日語）
5. ↑  千葉縣統計年鑑（平成23年） （页面存档备份，存于）（日語）
6. ↑  千葉縣統計年鑑（平成24年） （页面存档备份，存于）（日語）
7. ↑  千葉縣統計年鑑（平成25年） （页面存档备份，存于）（日語）
8. ↑  千葉縣統計年鑑（平成26年） （页面存档备份，存于）（日語）
9. ↑  千葉縣統計年鑑（平成27年） （页面存档备份，存于）（日語）
10. ↑  千葉縣統計年鑑（平成28年） （页面存档备份，存于）（日語）
11. ↑  千葉縣統計年鑑（平成29年） （页面存档备份，存于）（日語）
12. ↑  千葉縣統計年鑑（平成30年） （页面存档备份，存于）（日語）
13. ↑  千葉縣統計年鑑（令和元年） （页面存档备份，存于）（日語）
14. ↑  .   [2025-04-17]. （原始内容存档于2023-07-25）.
15. ↑  千葉縣統計年鑑（令和3年），11 運輸・通信—111民鉄等駅別1日平均運輸状況（2020(令和2)年度）
16. ↑  千葉縣統計年鑑（令和4年），11 運輸・通信—111民鉄等駅別1日平均運輸状況（2021(令和3)年度）
17. ↑  .   [2025-04-17]. （原始内容存档于2025-01-27）.

## 外部連結
- 小湊鐵道上總久保站 （页面存档备份，存于）（日語）